# Sir John Sulman Prize
Der Sir John Sulman Prize, kurz Sulman-Preis, ist ein australischer Kunstpreis. Er zählt zu den traditionsreichsten Kunstauszeichnungen Australiens. Seit 1936 würdigt er herausragende Leistungen in der Motiv-, Genre- und Wandmalerei.

## Geschichte

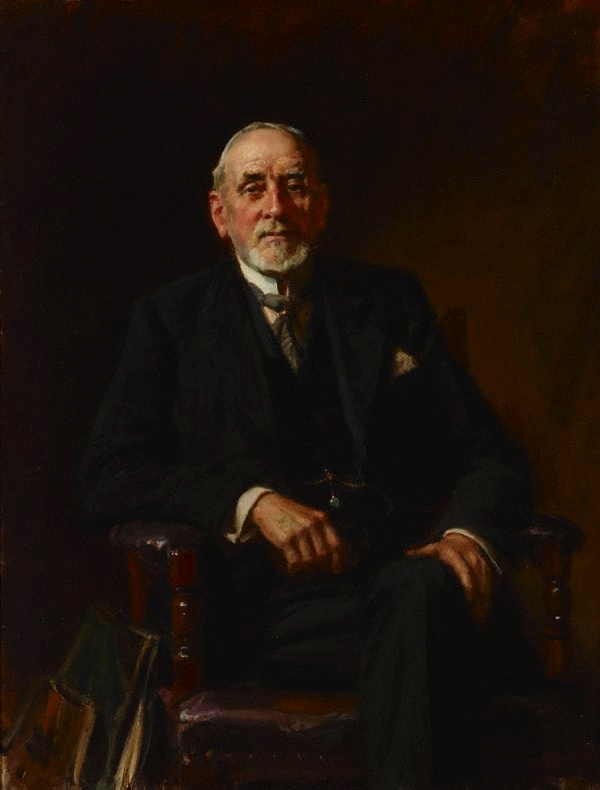
Sir John Sulman, 1931 gemalt von John Longstaff

Benannt ist der Preis nach Sir John Sulman (1849–1939), einem einflussreichen Architekten und Stadtplaner. Der gebürtige Engländer prägte nach seiner Einwanderung 1885 die australische Baukunst maßgeblich mit. Als Vorsitzender des Federal Capital Advisory Committee beeinflusste er auch die Entwicklung der australischen Hauptstadt Canberra. Sulman hinterließ ein bleibendes Vermächtnis in Form des Sir John Sulman Prize für Malerei sowie der ebenfalls nach ihm benannten Sulman Medal für herausragende Leistungen in der öffentlichen Architektur.
Der Sulman-Preis wird jährlich für das beste Werk der letzten zwei Jahre vergeben. Zugelassen sind Acryl-, Öl-, Aquarell- oder Mischtechnik-Arbeiten von Künstlern, die seit mindestens fünf Jahren in Australien leben.
Heute findet die Preisverleihung gemeinsam mit dem renommierten Archibald Prize und dem Wynne-Preis in der Art Gallery of New South Wales (AGNSW) statt. Das Preisgeld beträgt 40.000 US-Dollar.

## Preisträgerinnen und Preisträger (Auswahl)
Quelle:
- Jean Bellette (1942) für For Whom the Bell Tolls und (1944) für Iphigenia in Tauris
- Leonard French (1960) The Burial
- Tim Storrier (1968) für Suzy 350 und 1984 für The Burn
- Brett Whiteley (1976) für Interior with time past und 1978 für Yellow Nude
- Nigel Milsom (2012) für Judo House pt 4 (Golden mud)
- Kaylene Whiskey (2018) für Kaylene TV